# قضاء الوسطية
قضاء الوسطية قضاء يقع في لواء الوسطية، محافظة إربد في الأردن. ينتمي القضاء للواء الوسطية الذي يضم قضاء واحد. يقدر عدد سكانه بـ 42571 نسمة حسب إحصاء 2015.

## الوصلات الخارجية
- دائرة الاحصاءات العامة